# Gilles Sebhan
Pour les articles homonymes, voir Seban.
Gilles Sebhan, né le 2 janvier 1967, est un écrivain et peintre français d'origine juive marocaine. Il est également professeur de lettres en région parisienne. Il vit et travaille à Paris.

## Œuvre

### Écriture
En grande partie autobiographiques, ses quatre premiers romans sont, selon René de Ceccatty, « violents et érotiques, assez provocants, mais témoignent d'une vraie réflexion sur la sexualité, sur la criminalité, sur les générations. »
Haut risque décrit ainsi la relation amoureuse d'un professeur de collège avec l'un de ses élèves, tandis que Presque gentil explore les frontières persistantes entre hétérosexualité et homosexualité pour un jeune ouvrier égyptien.
Avec La Dette, publié en 2006, Sebhan s'interroge sur son père qui a porté l'étoile jaune pendant l'Occupation et a participé à la guerre d'Algérie dans l'armée française. Il y établit un parallèle entre la vérité sur le père et la vérité sur soi. La figure du père est à nouveau sollicitée dans son roman suivant, Fête des pères, qui brosse le portrait d'un tueur en série.
En 2010, Sebhan rend hommage à l'écrivain Tony Duvert, célébré dans les années 1970 avant de tomber dans un silence et un isolement que tente de comprendre Sebhan. Son ouvrage suivant traite à nouveau d'un écrivain, Jean Genet, l'un de ses « maîtres d’écriture et de vie », mettant en parallèle le suicide, en 1964, de l'amant de Genet, Abdallah Bentaga, et l'abandon par lui-même de son jeune amant Majed.

### Peinture
Parallèlement à son œuvre d'écrivain, Gilles Sebhan explore ce même univers dans la peinture. Une œuvre picturale célébrée par Arthur Dreyfus (« Écrivain du mystère des garçons, Gilles Sebhan devient peintre et ne change pas de sujet. Gueules de coulisses, visages brûlants, décombres d’enfance : le moindre de ses yeux provoque la stupéfaction ») ou par Alain Blottière (« C'est ainsi que je vois les portraits des garçons de Gilles Sebhan. Nimbés de leur propre lumière, ce sont des dieux, ou des saints. Et ces portraits sont des icônes »).

## Publications
- Haut risque, PARC, 2003  (ISBN 2-912010-16-0)
- Presque gentil, Denoël, coll. « Romans français », 2005  (ISBN 2-207-25651-0)
- La Dette, Éditions Gallimard, coll. « Blanche », 2006  (ISBN 2070777049)
- Fête des pères  Denoël, coll. « Romans français », 2009  (ISBN 978-2-207-26095-1)
- Tony Duvert, l'enfant silencieux, Denoël, 2010  (ISBN 978-2-207-10123-0)
- Domodossola, le suicide de Jean Genet, Denoël, 2010  (ISBN 978-2-20710-982-3)
- London WC2, Les Impressions nouvelles, 2013  (ISBN 9782874491658)
- Salamandre, Le Dilettante, 2014  (ISBN 9782842637873)
- Mandelbaum ou le rêve d’Auschwitz, Les Impressions nouvelles, 2014  (ISBN 978-2-87449-215-0)
- Retour à Duvert, Le Dilettante, 2015  (ISBN 978-2842638337)
- La Semaine des martyrs, Les Impressions nouvelles, 2016  (ISBN 978-2-87449-415-4)
- Cirque mort, Éditions du Rouergue, coll. « Rouergue noir », 2018  (ISBN 978-2-8126-1504-7)
- La Folie Tristan, Éditions du Rouergue, coll. « Rouergue noir », 2019  (ISBN 978-2-8126-1699-0)
- Feu le royaume, Éditions du Rouergue, coll. « Rouergue noir », 2020  (ISBN 978-2-8126-1930-4)
- Noir Diadème, Éditions du Rouergue, coll. « Rouergue noir », 2021  (ISBN 978-2-8126-2125-3)
- Tigre obscur, Éditions du Rouergue, coll. « Rouergue noir », 2022  (ISBN 978-2-8126-2280-9)
- Hors classe - Un traité d'immaturité, Plein Jour, 2023   (ISBN 978-2-37067-081-6)
- Bacon, juillet 1964, Éditions du Rouergue, coll. « La Brune », 2023  (ISBN 978-2-8126-2467-4) Prix François Billetdoux 2024[5]
- Night boy, La Manufacture de livres, 2025  (ISBN 978-2-3855-3208-6)

## Expositions
- « Gilles Sebhan, peintures », galerie Frédéric Moisan (Paris), 2015[4]
- « Gilles Sebhan, Icônes », galerie Olivier Nouvellet (Paris), 2024[6]